# NGC 7385
NGC 7385 este o galaxie situată în constelația Pegas. A fost descoperită în 1784 de către William Herschel. Se află la o distanță de 80,17 de megaparseci de Pământ.